# Liste der Kulturdenkmäler in Sudeck (Diemelsee)
Die folgende Liste enthält die in der Denkmaltopographie ausgewiesenen Kulturdenkmäler auf dem Gebiet des Ortsteils Sudeck der Gemeinde Diemelsee, Waldeck-Frankenberg, Hessen.
Hinweis: Die Reihenfolge der Denkmäler in dieser Liste orientiert sich an der Anschrift, alternativ ist sie auch nach der Bezeichnung, der vom Landesamt für Denkmalpflege vergebenen Nummer oder der Bauzeit sortierbar.
Kulturdenkmäler werden fortlaufend im Denkmalverzeichnis des Landes Hessen durch das Landesamt für Denkmalpflege Hessen auf Basis des Hessischen Denkmalschutzgesetzes (HDSchG) geführt. Die Schutzwürdigkeit eines Kulturdenkmals hängt nicht von der Eintragung in das Denkmalverzeichnis des Landes Hessen oder der Veröffentlichung in der Denkmaltopographie ab.

Die bisher bekannten Bau- und Kunstdenkmäler hat das Landesamt für Denkmalpflege Hessen in sogenannten Arbeitslisten erfasst. Den Arbeitslisten liegen Erkenntnisse aus Akten, Ortsbegehungen und Denkmalinventaren, jedoch keine neuere systematische Forschung, zugrunde. Die Benehmensherstellung mit der Gemeinde gemäß § 11 Abs. 1 HDSchG ist noch nicht erfolgt.
Das Vorhandensein oder Fehlen eines Objekts in dieser Liste ist keine rechtsverbindliche Auskunft darüber, ob es Kulturdenkmal ist oder nicht: Diese Liste entspricht möglicherweise nicht dem aktuellen Stand der offiziellen Denkmaltopographie. Diese ist für Hessen in den entsprechenden Bänden der Denkmaltopographie Bundesrepublik Deutschland und im Internet unter DenkXweb – Kulturdenkmäler in Hessen einsehbar. Auch diese Quellen sind, obwohl sie durch das Landesamt für Denkmalpflege Hessen aktualisiert werden, nicht immer aktuell, da es im Denkmalbestand immer wieder Änderungen gibt.
Eine verbindliche Auskunft erteilt allein das Landesamt für Denkmalpflege Hessen.
Nutze diese Kartenansicht, um Koordinaten in der Liste zu setzen. In dieser Kartenansicht sind Kulturdenkmale ohne Koordinaten mit einem roten bzw. orangen Marker dargestellt und können in der Karte gesetzt werden. Kulturdenkmale ohne Bild sind mit einem blauen bzw. roten Marker gekennzeichnet, Kulturdenkmale mit Bild mit einem grünen bzw. orangen Marker.
| Bild            | Bezeichnung                           | Lage                                            | Beschreibung | Bauzeit | Objekt-Nr. |
| --------------- | ------------------------------------- | ----------------------------------------------- | ------------ | ------- | ---------- |
| Bild gesucht BW | Altes Schulhaus                       | Schulstraße 7 LageFlur: 1, Flurstück: 23/1      |              |         | 168919 DDB |
| Bild gesucht BW | Evangelische Kirche                   | Schulstraße 9 LageFlur: 1, Flurstück: 19        |              |         | 168920 DDB |
| Bild gesucht BW | Fachwerkwohnhaus, Querdiele und Stall | Vor den Zäunen 2 LageFlur: 1, Flurstück: 70/1   |              |         | 168921 DDB |
| Bild gesucht BW | Transformatorenturm                   | Vor den Zäunen 5 LageFlur: 2, Flurstück: 115/22 |              |         | 923999 DDB |
| Bild gesucht BW | Fachwerkwohnhaus                      | Westerborn 7 LageFlur: 1, Flurstück: 57/2       |              |         | 168922 DDB |
| Bild gesucht BW | Fachwerkwohnhaus                      | Westerborn 14 LageFlur: 1, Flurstück: 64/4      |              |         | 168923 DDB |
| Backhaus        | Backhaus                              | Westerborn 20 LageFlur: 1, Flurstück: 177/7     |              |         | 927994 DDB |